# ガリオア資金
ガリオア資金（ガリオアしきん）とは、GARIOA (Government Appropriation for Relief in Occupied Area)、占領地域救済政府資金のこと。

## 概要
第二次世界大戦が終わると、アメリカ軍占領地の疾病や飢餓による社会不安を防止し、占領行政の円滑を図るため、アメリカ合衆国連邦政府がオーストリア等の占領地、そして旧敵国の占領地である日本と西ドイツに対して陸軍省の軍事予算から支出した援助資金である。例外として朝鮮にも割り当てている。
この資金は、1947年度からは正式に陸軍省予算から計上され、1951年度まで続いた。一般的に、食糧・肥料・石油・医薬品など生活必要物資の緊急輸入という形で行われ、これらが国内で転売換金されることで資金としての性格を持った。
なお、1946年7月よりSCAPINによる陸軍救済計画として実施された支出については、後にプレ・ガリオア資金と呼称され、返済等についてガリオア資金と同等の扱いをうけた。
西ドイツでは、1948年7月のアメリカとの協定で見返り資金 として利用することを義務付けられた。特にガリオア資金の場合、別勘定とすることは資金を被援助国の債務として保全する意味も持った。一方日本では、当初は貿易資金特別会計 に繰り入れられ、貿易の補助金として日本政府の裁量で運用されていたが、1949年（昭和24年）からはドッジ・ラインの枠組みの中で西ドイツと同様に見返り資金としての計上を義務付けられた。
対日援助額は、1946（昭和21）年度から1951（昭和26）年度までの累計で15億7740万ドルであり、占領地域経済復興資金 (EROA, Economic Rehabilitation in Occupied Area) と合わせて18億6000万ドルであった。
西ドイツは、1953年に33.178 %の返済率のもとで資金返済に関してアメリカと協定を調印した。
当初日本はアメリカによる無償援助とみなしていたが、アメリカが返済を求めたため、1962年（昭和37年）に約4億9000万ドルの返済協定を調印し、のち完済した。